# Coupe des îles Féroé de football 1977
Navigation
Løgmanssteypið 1976 Løgmanssteypið 1978
La Coupe des Îles Féroé 1977 de football est la 23e édition de la Løgmanssteypið (Trophée du Premier Ministre). 
La finale du tournoi se dispute à Tvøroyri au stade Sevmýri au match aller. La finale retour se dispute à Vágur au stade á Eiðinum.
Le TB Tvøroyri fut le vainqueur. C'est le cinquième titre du club.

## Format
Prenant place entre les mois de juin à août 1977, la compétition se décompose en trois phases allant du premier tour jusqu'à la finale qui se dispute en match aller-retour. Seules les équipes de 1. Deild 1977  participèrent à la compétition.

## Clubs participants
| \| B36 HB IFT ÍF KÍ NSÍ TB VBV \| Localisation des clubs engagés dans la coupe nationale 1977. |
| B36 HB IFT ÍF KÍ NSÍ TB VBV                                                                    |

- B36 Tórshavn - 1. Deild
- HB Tórshavn - 1. Deild - Tenant du Titre
- IF Fram Tórshavn - Promu de 2. Deild
- ÍF Fuglafjørður - 1. Deild
- KÍ Klaksvík - 1. Deild
- TB Tvøroyri - 1. Deild
- VB Vágur - 1. Deild

## Résultats

### Premier tour[3]
| Date         | Équipe 1         | Résultat | Équipe 2        |
| ------------ | ---------------- | -------- | --------------- |
| 12 juin 1977 | VB Vágur         | 2-0      | B36 Tórshavn    |
| 12 juin 1977 | IF Fram Tórshavn | 4-3ap    | ÍF Fuglafjørður |
| 29 juin 1977 | KÍ Klaksvík      | 2-4ap    | HB Tórshavn     |

### Demi-finales[4]
| Date           | Équipe 1    | Résultat | Équipe 2         |
| -------------- | ----------- | -------- | ---------------- |
| 3 juillet 1977 | VB Vágur    | 3-1ap    | IF Fram Tórshavn |
| 3 juillet 1977 | TB Tvøroyri | 6-2      | HB Tórshavn      |

### Finale[5].
| 21 août 1977 | TB Tvøroyri | 1-3   | VB Vágur | Sevmýri, Tvøroyri |
|              |             | (1-2) |          |                   |

| 28 août 1977 | VB Vágur | 0-3   | TB Tvøroyri | á Eiðinum, Vágur |
|              |          | (0-1) |             |                  |